# Cambridge University Footlights Dramatic Club

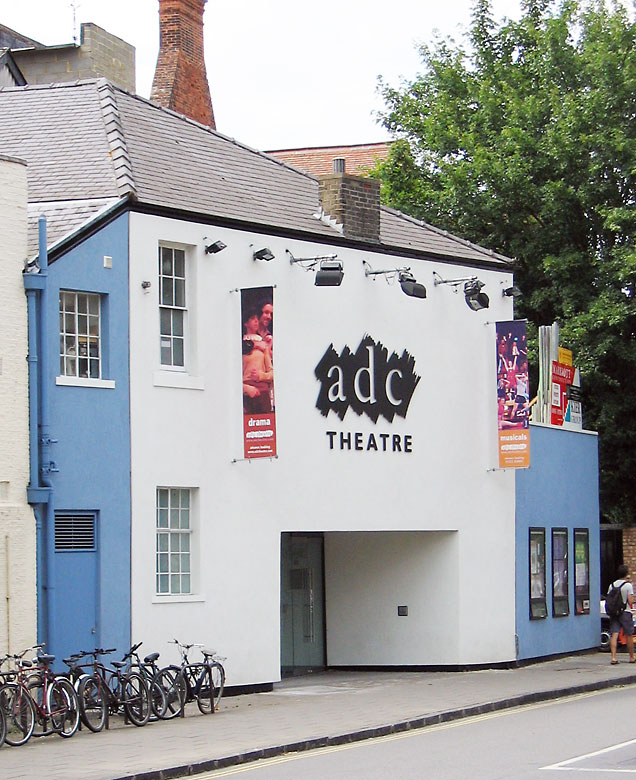
Das ADC Theatre ist die Heimat des Footlights

Cambridge University Footlights Dramatic Club, allgemein auch einfach nur als Footlights bezeichnet, ist ein Amateur-Theaterclub in Cambridge, England, der 1883 gegründet wurde und von Studenten der Cambridge University und Anglia Ruskin University betrieben wird.
Die Bekanntheit des Clubs nahm in den 1960ern als eine Keimzelle der Comedy und Satire zu, er  produziert weiterhin die regelmäßigen und sehr beliebten Smokers im ADC Theatre: einen lockeren Mix aus Sketchen und Stand-up-Comedy. Footlights produziert außerdem regelmäßig Theaterstücke und Sketchshows.

## Berühmte Mitglieder
Die Karriere vieler bekannter Persönlichkeiten aus der Welt der Unterhaltung, insbesondere zahlreicher berühmter Schauspieler und Komiker, begann im Footlights. Des Weiteren waren auch Berühmtheiten aus anderen Bereichen dort. Zu bekannten Mitgliedern gehören Douglas Adams, spätere Mitglieder von Monty Python (Graham Chapman, John Cleese und Eric Idle) sowie Stephen Fry, Hugh Laurie (A Bit of Fry & Laurie), David Mitchell und Robert Webb (bildeten später das Komikerduo Mitchell and Webb), Emma Thompson, Robert Bathurst, Richard Ayoade, Miriam Margolyes und Olivia Colman.